# 黄かっ色2号

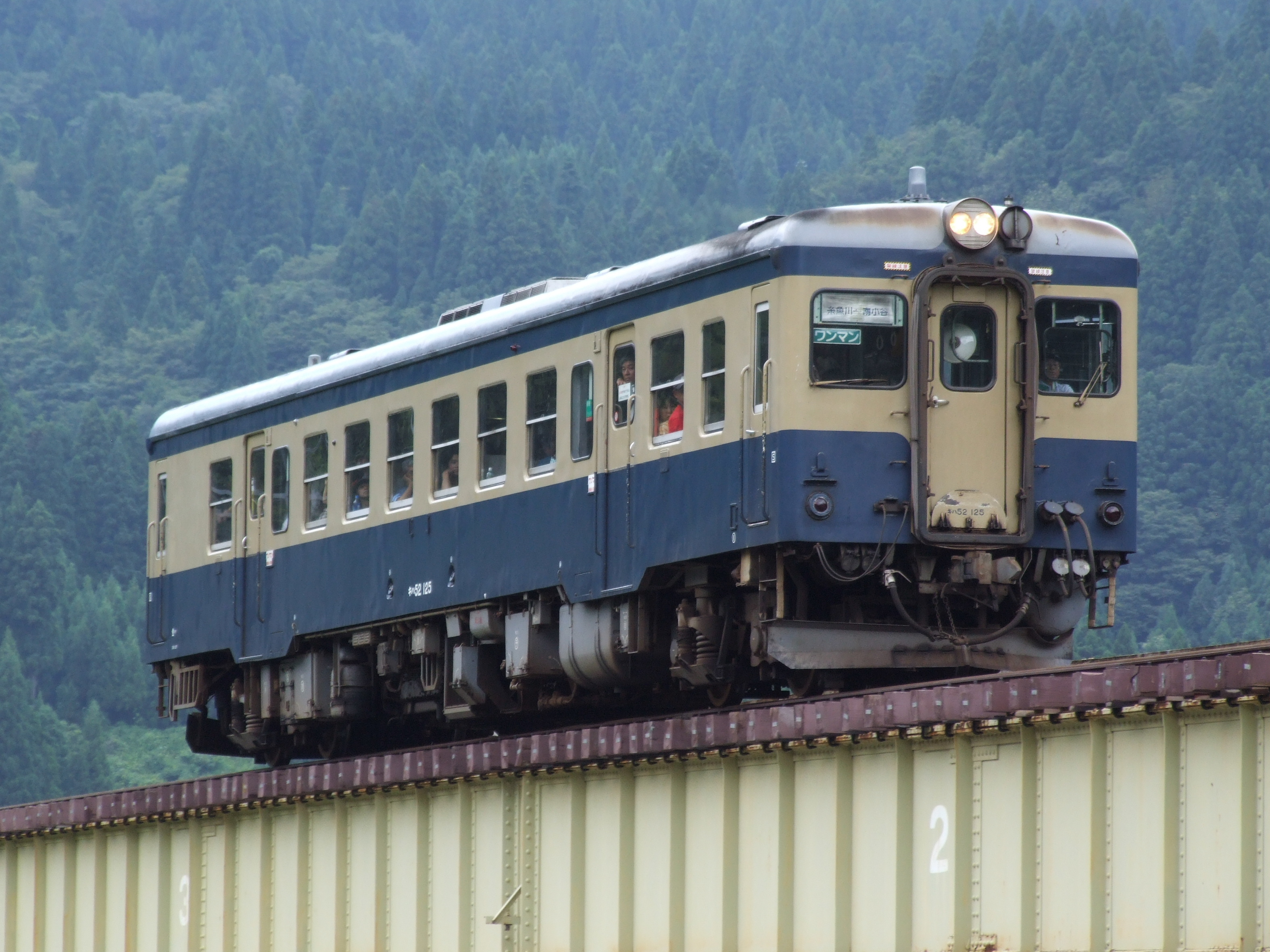
窓周りに黄かっ色2号を使用した旧国鉄気動車色

黄かっ色2号（きかっしょく2ごう）は、日本国有鉄道（国鉄）が定めた色名称の1つである。

## 概要
「黄褐色」「灰黄色」とも呼ばれる。電車に塗装された「スカ色」のクリーム2号と比較すると、本色は若干くすんだ色合いである。
1935年に製造された国鉄キハ42000形気動車で初めて採用された。当時はまだ色名称は「黄褐色」として呼ばれていなかったが、戦後になって色名称が制定された。
青3号と本色のツートーンカラーは、戦前唯一の軽快色ともいわれており、戦後に製造された気動車にも使用されたが、やがてクリーム4号と朱色4号の組み合わせが新しい標準色とされると、全ての車両の塗装が変更されることになり、いったん本色の使用例は消滅した。
しかし、1995年に茨城交通に譲渡されていたキハ11形気動車全車が新旧の国鉄標準色に変更されて話題を集める事となった。2006年11月には、大糸線で使用されていたキハ52形気動車が、本色と青3号の組み合わせを復刻したカラーリングに変更され、同年12月2日から2010年8月まで運行されていた。

## 使用車両
- 戦前製国鉄気動車各形式
- 国鉄キハ44000形・キハ44100形・キハ44200形気動車
- 国鉄キハ10系気動車
- 国鉄キハ20系気動車